# Urocyon
Urocyon je rod psovitých šelem. Název pochází z řeckého oura (v překl. ocas) a kyon (v překl. pes). Zahrnuje pouze dva druhy, které žijí pouze na americkém kontinentě, a jeden druh fosilní. Ještě se uvažuje o přiřazení třetího druhu, který buď již vyhynul, nebo je na pokraji vyhynutí. Ten zatím nemá ani přiřazené latinské jméno, jelikož se jedná o nově objevený druh, ale v Mexiku mu říkají „Cozumel“.
Podle fylogenetických analýz je rod Urocyon nejbazálnější psovitá šelma.

## Seznam druhů
- liška šedá (Urocyon cinereoargenteus)
- liška ostrovní (Urocyon littoralis)
- †Urocyon progressus